# Academia de Belas-Artes de Viena
A Academia de Belas-Artes de Viena (em alemão: Akademie der bildenden Künste Wien) é uma instituição de educação superior em Viena, Áustria.

## História
A Academia de Belas-Artes de Viena foi fundada em 1692 como uma academia privada pelo pintor da corte Peter Strudl, que se converteu no Praefectus Academiae Nostrae. Em 1701 foi enobrecido como "Barão do Império". À sua morte em 1714, a Academia fechou temporalmente.

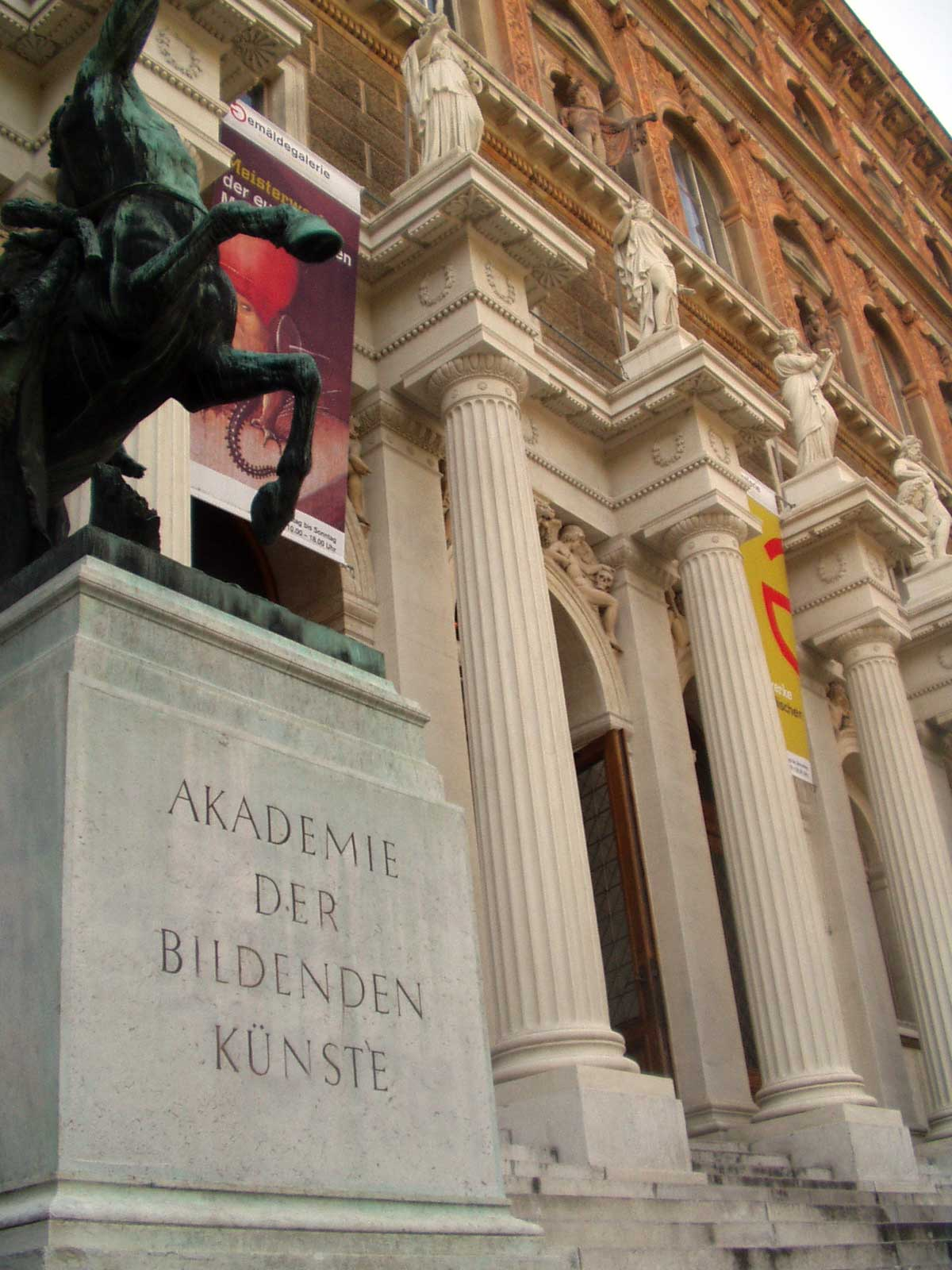
Entrada principal da Akademie der bildenden Künste na Praça Schiller.

Em 20 de janeiro de 1725, o imperador Carlos VI nomeou o francês Jacob van Schuppen como Prefeito e Diretor da Academia, que foi refundada como a k.k. Hofakademie der Maler, Bildhauer und Baukunst (Academia da Corte Imperial e Real de pintores, escultores e arquitetura). Durante o reinado da imperatriz Maria Teresa, em 1751 um novo estatuto reformou a academia. Em 1767 as arquiduquesas Carlota Carolina e Maria Ana foram os primeiros membros honorários da Academia. 1772, houve novas reformas na estrutura organizacional. O Chanceler Wenzel Anton Kaunitz integrou todas as escolas de arte existentes no k.k. vereinigten Akademie der bildenden Künste (Imperial and Royal Unified Academy of Fine Arts). A palavra "vereinigten" (unificada) foi mais tarde descartada. Em 1822, o gabinete de arte cresceu significativamente com o legado do membro honorário Anton Franz de Paula Graf Lamberg-Sprinzenstein. Sua coleção ainda forma a espinha dorsal da arte em exposição.
Em 1772, foram realizadas ulteriores reformas na estrutura organizativa. O chanceler Kaunitz integrou todas as escolas de arte existentes na k.k. vereinigten Akademie der bildenden Künste (Academia Imperial e Real unificada de Belas-Artes). A palavra vereinigten (unificada) foi mais tarde abandonada.
Nos primórdios do século XIX, a Academia era um baluarte do neoclassicismo, com o que romperam os estudantes alemães Overbeck e Pforr, que fundaram, em 10 de julho de 1809, a Lukasbund, origem do movimento nazareno.
Em 1872 o imperador Francisco José I aprovou um estatuto que fez da academia a suprema autoridade governamental sobre as artes. Foi construído um novo edifício, autoria de Theophil Freiherr von Hansen durante a construção do Ringstraße. Em 1 de abril de 1877, foi inaugurado o novo edifício na Praça Schiller, onde permanece atualmente.
Durante a ocupação nazista (1938—1945), parte dos tesouros artísticos que albergava resultaram destruídos nos bombardeamentos da segunda guerra mundial.
Depois da Segunda Guerra Mundial, a academia foi reconstituída em 1955 e confirmada a sua autonomia. Tem status de universidade desde 1998, embora mantenha o seu nome original, sendo a única universidade austríaca que não tem a palavra "Universidade" no seu nome.

## Estrutura
A academia divide-se nos seguintes institutos:
- Instituto de Belas-Artes, que abriga treze departamentos: pintura abstrata; Arte e Mídia Digital; Arte e Fotografia; Arte e Pesquisa; Arte Conceitual; Pintura Contextual; Espaço pictorial expandido; Pintura Figurativa; Artes Técnicas Gráficas; Escultura de Objetos; Arte Performática - Escultura; Vídeo e Vídeo-Instalação; Escultura Textual
- Instituto de Teoria do Arte e Estudos culturais (teoria da arte, filosofia, história);
- Instituto de Conservação e Restauração;
- Instituto de Ciências Naturais e Tecnologias da Arte;
- Instituto de Ensino secundário (artesanato, design, artes têxteis);
- Instituto de Arte e Arquitetura.

A Academia tem atualmente cerca de 900 estudantes, dos quais quase a quarta parte vem do estrangeiro. A sua biblioteca conta com cerca de 110 000 volumes.

## Coleção de pintura
À disposição dos alunos, e com fins acadêmicos, tem uma pinacoteca e um gabinete de desenhos, sendo uma das maiores coleções de Áustria, e em parte está à disposição do público.
A Gemäldegalerie (pinacoteca) tem cerca de 250 quadros de mestres célebres, de pintores italianos sobre tábua dos séculos XIV e XV até a pintura acadêmica dos séculos XVIII e princípios do XIX. Entre outras, há obras de Hieronymus Bosch (O Juízo Final), Lucas Cranach, o Velho, Rembrandt, Rubens, Tiziano, Murillo e Francesco Guardi.
O "gabinete de desenhos" (Kupferstichkabinett, lit. "gabinete de gravados em cobre") tem cerca de 150 000 desenhos e lâminas, sendo uma das mais consideráveis coleções de artes gráficas austríacas.